# 鉄拳シリーズ
鉄拳シリーズ（てっけんシリーズ）は、バンダイナムコグループ（コンシューマ版はバンダイナムコエンターテインメント、アーケード版はバンダイナムコアミューズメント）が開発・販売を手掛ける3Dタイプ対戦型格闘ゲームの1シリーズ。
『鉄拳』を第1作とする本シリーズは、三島一族の確執と、それにまつわる個性的なキャラクターたちの戦いを描いた内容となっている。
アーケード版のうち、『鉄拳』から『鉄拳6 BLOODLINE REBELLION』までの筐体の修理サポートは部品調達難に伴い、2017年10月に終了した他、『鉄拳タッグトーナメント2』の筐体の修理サポートも、部品調達難に伴い、2018年6月に終了することが発表された。

## ゲームシステム
第1作の時点からキャラクターの四肢に対応させた4つの打撃ボタンや10連コンボといった独自の要素が取り入れられている。『鉄拳3』では横移動・受け身・コマンド投げの投げ抜けといった要素が追加され、後続作でも取り入れられるようになった。また、『鉄拳5』からインターネットに接続され、専用のカードを使ったプレイヤーデータの記録、キャラクターのカスタマイズ、あるいはゲームシステムのオンラインアップデートができるようになった。『鉄拳6』では、バウンドシステムによってコンボのバリエーション、威力が大きく上がった。さらに、『鉄拳7』では初めてリアルタイムオンライン対戦が実現した。
シリーズに長年携わってきた原田勝弘は、バンダイナムコエンターテインメントの社長宮河恭夫らを交えた対談の中で、技術的に実現できることを取り入れ続けた結果、シリーズ内においてステージの形状や広さ、駆け引きの要素やルールまでもが変遷していったと話している。

### オンライン機能
第1作の時点ではオンライン機能は無かったが、アーケード版、家庭用版どちらも機器環境の変遷に伴って実装してきた。まずはアーケード版が先行し、『鉄拳5』から導入された。ICカードをネットワークにつながった筐体に認識させるとサーバーに記録されているプレイヤー名や戦績を呼び出すことができ、段位制が始まった。戦績によってキャラクターごとに級、段が昇降し、プレイヤーの強さが可視化されたのである。また、服装や肌、髪の色を変化させたり装飾品をカスタマイズすることで差別化も可能になり、やりこみ要素として導入された。また、CPU戦での相手にはサーバーからランダムでカスタマイズデータのみが反映されて登場するようになった。家庭用ゲーム機ではオンライン対応は遅れており、先行していたアーケード版から抽選で選ばれたプレイヤーがゴーストデータとして収録された。リアルタイムオンライン対戦が可能になったのは家庭用版が先行し、『鉄拳6』から実装された。アーケード版は『鉄拳7』から実装。

## 作中設定・用語

### デビル関連
エンジェル

輪廻転生を繰り返し、歴史を築いてきた神秘的な「意志」が具現化した姿と言われている。見る者によっては、悪魔に見えることもある。
デビル
1. 「デビルカズヤ」とも。三島一八の運命を見守っている神秘的な「意志」が具現化した姿と言われており、『鉄拳2』の一八のエンディングでは彼と別の個体として登場するが、以降は一八に憑依する形となっている。それは輪廻転生を繰り返し、歴史を築いてきた神秘的な意志で、見る者によっては、天使に見えることもある。

2. 三島一八ら特定の人間に宿っている、悪魔じみた力を持つ存在。現在の作中で用いられる「デビル」は、通常こちらを指す。シリーズ初期においてはゲームの隠し要素的な色合いが強かったが、『鉄拳3』あたりからメインストーリーにも関わるようになり、『鉄拳6』以降は物語におけるキーワードの一つとなっている。デビル化した者に共通する特徴としては、禍々しい容姿への変貌と戦闘能力の大幅な上昇が挙げられるが、そのデザインは作品や個人による差異が多分に認められる（特に顕著なのが翼の部分で、デビルカズヤはコウモリや翼竜、デビル仁は鳥類のそれに近く、三島一美に至っては炎のような形容しがたいものとなっている）。闘神（オーガ）と共に元々はアザゼルの眷属だとされ、どちらの物質に対しても何かしらの反応を示す模様。また、デビル化の因子は遺伝することが『鉄拳7』で明かされており、シリーズの元凶となるデビルは一美の血統「八条家」によるもの。

デビル因子
体内細胞を一瞬で活性化し、常人の数十倍のエネルギーを発生させる因子。三島一八、風間仁はこの因子により、肉体をデビルに変化させる。
このデビル化を促す因子は、闘神の遺伝子を、三島平八の塩基配列に組み入れた新たな生命筐体を作り出す過程で、存在が予見された。
アザゼルの核
アザゼルの胸部に埋め込まれた紫色に輝く核。アザゼルの急所で、『鉄拳6』のペク・トー・サンのエンディングでは、彼にこの箇所を破壊されると同時に、肉体が霧散した。ワン・ジンレイのエンディングでは、アザゼルの肉体が破壊された後は、輝きを失ったこの核のみが残った。
手にした者をデビルに変化させる力があり、『鉄拳6』の巌竜のエンディングでは、これを手に取った彼はデビルとなってしまう。ファランのエンディングでは、彼もまたデビルになりかけるが、精神力でデビル化を跳ね除け、核を破壊した。
デビルの力を吸い取ることもあり、『鉄拳6』のデビル仁のエンディングでは、彼から力を吸収し、風間仁の姿に戻している。
レイヴンに狙われており、『鉄拳6』の彼やセルゲイ・ドラグノフのエンディングでは、争奪戦が繰り広げられた。
デビル細胞
デビルを構成する細胞。悪性が強く、人間の細胞を侵食し崩壊させてしまう。

### 企画・作戦
オペレーション・ライトニング
『鉄拳8』にて、ラース・アレクサンダーソンら「ユグドラシル」と風間仁が合流して計画された、三島一八を倒して世界を混乱から救うための作戦。
The King of Iron Fist Tournament
三島財閥によって開催・運営される、世界規模の異種格闘大会。ゲームの主な舞台となるイベントで、その名の通り「鉄拳王（最強の拳を持つ者）」を決める大会である。性別・国籍・年齢といったものは一切不問であるばかりか、四肢さえ有していれば動物やロボットなども参加可能。格闘大会であるため、近接格闘が基本とされているが、武器や超能力を使う者も少なからず存在する。
家庭用版で最終ボスに勝利すると、エンディングとして操作キャラクターが大会の優勝者となった際の展開がしばしば描かれる。しかし続編となる作品では、直近の作品における主人公格のキャラクターのエンディングからストーリーが展開する。
GENOCELL
森林再生プログラム。元々はG社が保有していたものだったが、三島財閥により奪われる。
その正体は、（デビル―人間）統合プログラム。デビル細胞を抑制する効果があり、Dr.アベルはこれを使って人間とデビル細胞を統合しようとしていた。『鉄拳4』のジュリア・チャンのエンディングでは、このプログラムを危険視した彼女の手により全てのファイルが消去される。
『鉄拳5』では、前回大会でジュリアが優勝していないため消去されておらず、三島財閥に奪われたままとなっている。ジュリアのエンディングでは、彼女が三島仁八を倒したことで研究データが収められたディスクを奪還し、森林再生研究を進める。巌竜のエンディングでは、彼がディスクを奪還し、ジュリアに譲渡された。
『鉄拳6』ではまたしてもジュリアは前回大会で優勝できず、研究データが収められたディスクを奪還できていなかったのだが、たまたま三島財閥の研究所に入り込んだ巌竜の手により奪還され、ジュリアの手に渡る。この時期G社は、ジュリアを抹殺し、研究成果だけを手に入れようと企んでいた。
『鉄拳7』では、ジュリアの手により持ち出されており、彼女はこれを世界に広げるためにクラウドファンディングを立ち上げる。
森林再生計画
GENOCELLを用いた、森林を再生させる計画。『鉄拳6』で、アリゾナの大地主である老婆の手助けを得たジュリアの手により、彼女の故郷アリゾナで実施される。
北欧作戦
正式な作戦名は不明。『鉄拳6』にてラース・アレクサンダーソンが言及した、三島平八が北欧で指揮したという作戦。平八の実子、三島一八が持つ「デビルの血」にまつわるものとされているが、その過程はほとんど明かされていない。結果として、平八とスウェーデン人女性との間に生まれた子にデビル因子が存在しなかったことから、平八にもデビル因子が無いと判断された。その際に生まれた子がラースである。
星砕きの試練
200年に一度だけ落ちる隕石に三島流拳士が立ち向かい、打ち砕くというもの。鉄拳僧の悲願である、失われた最終奥義復活のために必要な試練らしい。

### 組織・集団・法人
G社
遺伝子学研究の分野で急成長を遂げた企業。登場するのは『鉄拳4』からだが、活動はその約20年前、『鉄拳2』終了の頃までさかのぼる。
The King of Iron Fist Tournament 2終了後、火口から脱出した瀕死の三島一八を治療するとともに、デビル化のメカニズムを研究していた。
『鉄拳3』にも登場はしないが、鉄拳衆の襲撃から逃れた物理学者のジェーンを保護。彼女はその後、G社ロボット工学研究所に身を寄せ、ジャック-4などの量産型戦闘兵器を開発する（以降のジャックシリーズはストーリー上G社の所有物ということになる）。
『鉄拳3』終了後、闘神関連の研究をしていた三島財閥からデビルの研究について目を付けられ、鉄拳衆の急襲を受ける。ネブラスカ地下研究施設では一八が迎撃するも、ネパールの最高機密研究所は陥落し、研究データを三島財閥に奪われる。デビル因子の最も重要な研究材料である一八の生存を知った当時の財閥頭首、三島平八が、彼をおびき出すためにThe King of Iron Fist Tournament 4を開催。
『鉄拳4』終了直後、G社は一八暗殺も兼ねて三島財閥の本丸に大量のジャック-4を送り込み自爆させる。大爆発で本丸は火の海となったが、一八はすでに本丸から脱出していた。平八も当初は死亡が報じられたが、後に生存していたことが判明する。さらに、地下に幽閉されていた三島仁八が爆発によって解放。The King of Iron Fist Tournament 5の引き金となる。
その後、一八に幹部を殺され（表向きは事故死扱い）、G社の主導権は一八が握ることになる。
The King of Iron Fist Tournament 5を仁が制し三島財閥頭首となると、世界に対し独立と宣戦を布告する。そこでG社は反三島財閥を掲げて各地で応戦、株を上げてゆき、名声を博した頃合いで、仁を生け捕りにした者に莫大な報奨金を出すと発表する。『鉄拳6』のストーリー「シナリオキャンペーン」では三島財閥と並ぶ一大勢力として登場。戦争を起こした三島財閥から世界を救う英雄的立場として崇められており、ジャックを始めとする戦闘用ロボットも大量に投入して戦地へ赴く。終盤ではアザゼルのいる神殿を占拠していたが、ラース達と戦闘の末、撤退。
『鉄拳7』では、敵勢力頭首の仁が消息不明となったことで戦況はG社が優勢になりつつあったが、不在だった頭首の座に平八が返り咲くと、戦争は再び拮抗状態となる。一方、G社内ではジェーン率いるジャックシリーズ開発チームと、強化人間ギガースを作り出そうとする研究チームによる、次期主力人型兵器を巡る対立が発生する。『鉄拳7』のストーリー“The Mishima Saga”では、三島財閥頭首に返り咲いた平八が三島道場にいるという情報を掴み、ジャック-6の部隊による襲撃を仕掛ける。しかし道場には先客がおり、平八とその客人は共にジャック達を打ち壊してゆく。豪鬼と名乗ったその男は「一美（平八の妻で一八の母、故人）との約束で平八と一八を殺しに来た」と言い放つ。豪鬼と平八は死合いの末、平八が敗北。ジャック搭載のカメラを通して事態を見ていた一八は「とんだ茶番だ」と高笑いし、豪鬼を待ち受ける。平八の死亡（実際は生存）及び大会の中止が報じられると案の定、豪鬼はG社ミレニアムタワーに現れ、一八と一騎討ちすることとなる。苦戦を強いられた一八はデビル化して死合いを続行しようとするも、すべては平八の策略の上であった。三島財閥は一八の正体がデビルである様を中継放送した上で、豪鬼と一八のいるタワーに向けて衛星兵器によるレーザービームを発射し壊滅させる。一八の正体が公となったことでG社の信用が失墜し、デビルカズヤ討伐を果たした三島財閥が名誉挽回したのも束の間、生き延びていた一八が先の衛星兵器を破壊し、破片を地球上に落下させる。それを「三島財閥による攻撃」という匿名の情報を流すことで三島財閥の立て直しを阻止する。泥仕合と化した両者の争いは、ついに一対一の勝負で決着をつけることとなる。激闘の末、一八が平八を倒し葬る。頭首不在となった三島財閥に対して攻勢を強め、戦争はG社の勝利となるが、その後も侵攻を継続し、武力による世界掌握を押し進めてゆく。
シリウスの射手
古より続く祓魔師集団。その特殊性の高さゆえ、公には存在を知られていない。
『鉄拳7』のストーリー“The Mishima Saga”では、三島財閥の頭首、三島平八がイタリアの本拠地「シリウス聖堂」に乗り込んでくる。平八の話によると、世界を混乱に陥れた2人（三島一八と風間仁）の正体はデビルであり、その正体を暴き討伐するために一役買って欲しいというものであった。協力関係を強引に迫られ、仕方なく応じてしまうが、豪鬼と名乗る者の出現によって状況は一変する。シリウスの射手のほうも以前、豪鬼の存在を微かに感じ取っていた。一方、代表のクラウディオ・セラフィーノは、同じく仁の捜査を続けているというリン・シャオユウに接近して、仁を討つために利用しようと画策。しかし、鉄拳衆が反乱軍のアジトであるヴァイオレット・システムズの施設襲撃に失敗して以来、仁の行方は全く掴めなくなってしまう。豪鬼の介入によって、三島財閥はデビルカズヤの公表と討伐を果たし、仁のほうも手詰まりとなったため、協力関係は中途半端な形で終わる。
『鉄拳8』では三島財閥に協力していたことが原因で離叛者が続出。
鉄拳衆

三島財閥の私設部隊。
鉄拳僧

『鉄拳8』にて登場する、僧伽らしき謎の集団。200年に一度訪れる「星砕きの試練」に向けて、三島平八を保護していた。
ヴァイオレット・システムズ
リー・チャオランが経営するヒューマノイドメーカー。リーは三島一八のライバルとなるべく、中国から連れてこられて三島平八の養子になったが、とある事情で財閥を追放された人物である。彼は追放後の約20年間で、このヒューマノイドメーカーを成長させ、The King of Iron Fist Tournament 4に人間型ロボット「コンボット」を、プロモーションも兼ねて出場させた。（リー自身も変装して出場。社名にもある「ヴァイオレット」と名乗る。）
『鉄拳6』のストーリー「シナリオキャンペーン」では、三島財閥・鉄拳衆に反旗を翻したラース・アレクサンダーソンが本社に訪ねてくる。三島財閥とG社についての情報が欲しいというラースにリーは承諾。その上でリーは、共通した敵を持つ者同士、協力関係を結ばないかと持ちかける。当初ラースからは申し出を断られるが物語の終盤、G社の諜報員となっていたジュリア・チャン救出の礼として、ラースの旅に同行していたアンドロイド、アリサ・ボスコノビッチの修復を引き受けるなど、交流が続く。
『鉄拳7』のストーリー“The Mishima Saga”では、アリサの起動に成功するが、直後に鉄拳衆の襲撃を受ける。リーとアリサで部隊を蹴散らし、ラースら反乱軍と合流。ラースは中東にて風間仁の身柄を確保した後、反乱軍のアジトにもなっているヴァイオレット・システムズの施設内で匿っていたが、それを嗅ぎ付けたニーナ・ウィリアムズ率いる鉄拳衆にまたしても襲撃を受ける。ラースとアリサが共闘している間に、仁の身柄は三島財閥のヘリコプターへと回収されるが、リーの先手を読んだ作戦が功を奏し、そのヘリコプターごと奪う。同時にニーナら鉄拳衆を残して施設を閉鎖し、爆破させる。
『鉄拳8』では新たな反乱軍「ユグドラシル」を結成。
卍党（まんじとう）
戦国の時代から続く義賊集団。党首が代替わりをする際に次代党首が前代党首を妖刀「吉光」で斬るという慣わしがある。
風体は忍者に近いものが多く、隠密行動を得意としている。
『鉄拳』では、首領の吉光が囮となって大会に参加し、その間に手下の党員が三島財閥から運営資金を盗み出す作戦を決行。作戦は成功し、札束をスラム街にばら撒いた。
The King of Iron Fist Tournament 4に参加した吉光は偶然、倒れていたブライアン・フューリーを発見し救助する。ブライアンは天才科学者Dr.ボスコノビッチの手により一命を取り留めるが、体内に埋め込まれた「永久機関」の話に狂喜して暴走。その場にいた卍党員数名を殺害し逃亡する。
三島財閥
鉄拳シリーズにおける物語の中心となる存在。巨大な富と権力の下、常に黒い噂が流れ、格闘家達の情念が渦巻いている。
“The King of Iron Fist Tournament（鉄拳大会）を運営する、武力・軍事力に優れた世界的コングロマリット”というのがシリーズで共通する設定だが、その沿革は作品によって若干異なる。『鉄拳TT2』の頃までは、三島仁八によって築き上げられるも息子の三島平八が奪い取ったことで財閥の軍事化が進んでいったというものであった。近年（『鉄拳7』以降）の作品では、元来軍需産業で栄えていた三島家において、実権を持った平八が「三島財閥」として創設したものとされている。
傘下に鉄拳衆、三島工業高等専門学校、三島重工などがある。
頭首の座は、基本的に最も強い者＝鉄拳大会の優勝者が貰い受けるのが決まりとなっており、各キャラクターのエンディングでは、頭首となった際の展開というものがしばしば描かれる。しかし実際のストーリー上では、『鉄拳3』のように殺害を図って防衛したり、『鉄拳5』や『鉄拳7』のプロローグのように自ら頭首に乗り出すケースもある。
第1回となるThe King of Iron Fist Tournamentで平八は、息子である三島一八に敗れ頭首の座を奪われる。新たに頭首となった一八は、北海道に独立国家を築こうと目論む。そこでの私設軍隊を作るにあたり、大会を開催して兵士を集めようとする。一方で天才科学者のDr.ボスコノビッチを拉致し、コールドスリープなどの科学実験を行わせる。
前大会の2年後に開催されたThe King of Iron Fist Tournament 2では平八がリベンジを果たし、財閥を取り戻す。財閥のさらなる発展のためには世界の国々の信頼を得る必要があると考えた平八は私設部隊「鉄拳衆」を組織し、各地での平和維持活動に従事させる。15年後、インディオの遺跡における謎の生命体の発見と派遣した鉄拳衆の全滅、世界各地の格闘家失踪といった怪事件が発生する。そこへ一八の息子（すなわち平八の孫）だという風間仁が現れ、平八はその経緯を聞く。全ての原因が南米の奥地に伝わる「闘神」によるものだと確信した平八は、その力を手に入れることを画策し、4年の準備期間を経てThe King of Iron Fist Tournament 3を開催する。
『鉄拳3』における策略がことごとく失敗した平八は、残された闘神の痕跡を元に新たな生命の開発を進めさせる。研究の結果、闘神の力を利用するには「デビル因子」が必要だいうことが判明。そこで第3回大会直後にデビル化して飛び去った仁の行方を追わせるが、その中で20年前に葬り去った一八の遺体が新興企業「G社」に保管されていることを掴む。鉄拳衆にG社を急襲させるも、研究によって蘇生していた一八に迎撃され、作戦は半ば失敗に終わる。一八や仁をおびき寄せるため、平八率いる三島財閥は2年ぶりとなるThe King of Iron Fist Tournament 4の開催を報じる。『鉄拳4』で平八は、捕獲した仁と、打ち負かした一八を本丸に集結させる。一八と仁の闘いを見届けた平八は、勝者の仁を仕留めようとするも、再びデビル化した仁に敗北。仁は本丸の天井を突き破り飛び去っていった。
仁が去った後の本丸で平八と一八は、G社によるジャック-4部隊の襲撃を受ける。当初は共闘してジャックの群れを蹴散らしてゆく2人であったが、一瞬の隙をついて一八が裏切り、脱出を果たす。残された平八は本丸もろとも大爆発に巻き込まれてしまう。約1ヵ月後、三島財閥からThe King of Iron Fist Tournament 5の開催が告知される。平八に代わって頭首となっていたのは、かつての財閥創始者、仁八であった。仁八は軍事化が進む三島財閥にクーデターを起こそうとするも捕らえられ地下牢に封印されていたが、本丸の爆発によって解放、復活を遂げていたのである。死亡が報じられた平八であったが、生存している事が判明。
The King of Iron Fist Tournament 5を制し、頭首となった仁は、世界に対して戦争を仕掛ける。そこへG社が対抗してきたことにより、世界は混迷を極めてゆく。『鉄拳6』のストーリー「シナリオキャンペーン」では、鉄拳衆の約半数が離反したが、それでもなお世界と渡り合えるほどの戦力を持っている。G社、反乱軍と三つ巴の戦闘を繰り広げた末、仁がアザゼルとの闘いで姿を消す。
『鉄拳7』では、頭首不在で劣勢になりかけていた三島財閥のもとに平八が現れ、再び頭首の座につく。平八が頭首に返り咲いたことで、三島財閥は勢力を立て直し戦況は再び拮抗状態となる。そして平八はG社を裏から支配している一八を倒すためにThe King of Iron Fist Tournament 7を開催。『鉄拳7』のストーリー“The Mishima Saga”では、世論を味方につけるために、前頭首の仁と敵勢力の一八がデビルであることを公表し、「正真正銘の人間である三島平八がデビルを討伐する」という筋書きを立てる。祓魔術集団「シリウスの射手」との協力を取り付け、行方不明の仁の捜索を続けていると、どうやら仁はラースのもとにいるとの情報を掴む。反乱軍のアジトである「ヴァイオレット・システムズ」の施設を鉄拳衆に襲撃させるが失敗、仁と共に反乱軍の行方は完全に掴めなくなる。一方、平八が豪鬼という男に襲撃される。「平八と一八を仕留めるために現れた」という豪鬼を、平八はうまく利用することを思い付き、ついに一八がデビルであると公表することに成功。その上で、Dr.アベルが残した衛星兵器のレーザービームをデビルカズヤに向けて発射、建物ごと撃破する。G社の信用失墜と三島財閥の名誉挽回を成し得たのも束の間、生存していた一八の謀略によってテロ攻撃の濡れ衣を着せられてしまう。もはや世論の立て直しは絶望的となり、窮地に陥った両者はついに、一対一の勝負で決着とつけることになる。火山での激闘の末、平八が一八に敗れ葬られる。
その後の戦争においてもG社に敗北、解体寸前まで追い込まれる。そのため、『鉄拳8』では珍しくメインストーリーに関わらない（ただし、クマのストーリー他、作中のキャラクター数名のエンディングなどには登場する）。
ユグドラシル
ラース・アレクサンダーソンやリー・チャオランらが結成した、三島財閥／G社のどちらにも属さない新たな反乱軍。

### 国・地域
アリゾナ

ジュリア・チャンの故郷。『鉄拳4』で激変する地球環境の影響により、数年後に砂漠に飲み込まれる状態となる。
『鉄拳5』のジュリアのエンディングでは、森林再生の研究施設が立てられるが、土地の砂漠化が進行しており、この地で育つ植物の開発が困難なほどであった。
『鉄拳6』では、前回大会でジュリアが優勝していないため、研究施設も立てられず依然砂漠化が進んだ状態だった。しかし、森林再生プログラムを取り戻したジュリアにより森林再生計画が実施され、彼女のエンディングでは、森林が復活した光景が映される。
アリゾナ州刑務所
『鉄拳4』でクレイグ・マードックが収監されていたが、キングの手により釈放される。
北海道

『鉄拳2』の頃は三島一八率いる三島財閥にほぼ掌握されており、国家として独立する予定であった。その後はクマ（2代目）のストーリーに何度か登場するなど、三島関係者とは何かと縁があるが、三島家・三島財閥の本拠地ないしそれに近い場所であるかは明言されていない。
屋久島

風間準と息子である風間仁の故郷。

## シリーズ作品
| 1994 | 鉄拳                    |
| 1995 | 鉄拳2                   |
| 1996 |                         |
| 1997 | 鉄拳3                   |
| 1998 |                         |
| 1999 | 鉄拳タッグトーナメント  |
| 2000 |                         |
| 2001 | 鉄拳4                   |
| 2002 |                         |
| 2003 |                         |
| 2004 | 鉄拳5                   |
| 2005 |                         |
| 2006 |                         |
| 2007 | 鉄拳6                   |
| 2008 |                         |
| 2009 |                         |
| 2010 |                         |
| 2011 | 鉄拳タッグトーナメント2 |
| 2012 |                         |
| 2013 |                         |
| 2014 |                         |
| 2015 | 鉄拳7                   |
| 2016 |                         |
| 2017 |                         |
| 2018 |                         |
| 2019 |                         |
| 2020 |                         |
| 2021 |                         |
| 2022 |                         |
| 2023 |                         |
| 2024 | 鉄拳8                   |

メインシリーズ
- 鉄拳
  - 鉄拳（アーケード、SYSTEM11、1994年12月9日稼働開始）
  - 鉄拳（PlayStation、1995年3月31日発売）
  - 鉄拳（PlayStation 2、ナムコレクションに収録、2005年7月21日発売）
  - 鉄拳（PlayStation Portable/PlayStation 3、ゲームアーカイブスで配信、2011年7月6日配信開始）
- 鉄拳2
  - 鉄拳2 （アーケード、SYSTEM11、1995年8月稼働開始）
  - 鉄拳2 Ver.B （アーケード、SYSTEM11、1995年10月稼働開始）
  - 鉄拳2（PlayStation、1996年3月29日発売）
  - 鉄拳2（FOMA903i用メガアプリ、2006年11月2日配信開始）
  - 鉄拳2（PlayStation Portable、ゲームアーカイブスで配信、2006年11月22日配信開始）
- 鉄拳3
  - 鉄拳3（アーケード、SYSTEM12、1997年3月稼働開始）
  - 鉄拳3（PlayStation、1998年3月26日発売）
- 鉄拳タッグトーナメント
  - 鉄拳タッグトーナメント（アーケード、SYSTEM12、1999年7月稼働開始）
  - 鉄拳タッグトーナメント（PlayStation 2、2000年3月30日発売）
- 鉄拳4
  - 鉄拳4（アーケード、SYSTEM246、2001年8月稼働開始）
  - 鉄拳4（PlayStation 2、2002年3月28日発売）
- 鉄拳5
  - 鉄拳5 Version 5.0（アーケード、SYSTEM256、2004年11月稼働開始）
  - 鉄拳5 Version 5.1（アーケード、SYSTEM256、2005年7月稼働開始）
  - 鉄拳5 DARK RESURRECTION（アーケード、SYSTEM256、2005年12月稼働開始）
  - 鉄拳5（PlayStation 2、2005年3月31日発売）
  - 鉄拳 DARK RESURRECTION（PlayStation Portable、2006年7月6日発売） - PSP版のみがナンバリングの無いタイトルで発売された。
  - 鉄拳5 DARK RESURRECTION（PlayStation 3、2006年12月27日ダウンロード販売開始）
  - 鉄拳5 DARK RESURRECTION ONLINE（PlayStation 3、2007年8月1日ダウンロード販売開始）
- 鉄拳6
  - 鉄拳6（アーケード、SYSTEM357、2007年11月26日稼働開始）
  - 鉄拳6 BLOODLINE REBELLION（アーケード、SYSTEM357、2008年12月18日稼働開始）
  - 鉄拳6（PlayStation 3 / Xbox 360、2009年10月29日発売）
  - 鉄拳6（PlayStation Portable、2010年1月14日発売）
- 鉄拳タッグトーナメント2
  - 鉄拳タッグトーナメント2（アーケード、SYSTEM 369、2011年9月14日稼働開始）
  - 鉄拳タッグトーナメント2 アンリミテッド（アーケード、SYSTEM 369、2012年3月27日稼働開始）
  - 鉄拳タッグトーナメント2（Playstation 3 / Xbox 360、2012年9月13日発売）
  - 鉄拳タッグトーナメント2 Wii U EDITION（Wii U、2012年12月8日発売）
- 鉄拳7
  - 鉄拳7（アーケード、SYSTEM ES3、2015年2月18日一部店舗で先行稼働開始、2015年3月18日正式稼働開始）
  - 鉄拳7 FATED RETRIBUTION（アーケード、SYSTEM ES3、2016年7月5日稼働開始）
  - 鉄拳7（PlayStation 4 / Xbox One、2017年6月1日発売・PC (Steam)、2017年6月2日発売）
  - 鉄拳7 FATED RETRIBUTION ROUND2（アーケード、2019年2月13日稼働開始）
- 鉄拳8
  - 鉄拳8（PlayStation 5 / Xbox Series X/S / PC (Steam)、2024年1月26日発売）

外伝的作品
- 鉄拳 ハイブリッド（PlayStation 3、2011年12月1日発売）
後述のCGアニメ映画『鉄拳 BLOOD VENGEANCE』、前述の鉄拳TTをHDリメイクした『鉄拳タッグトーナメントHD』、同じく『鉄拳TT2』をベースに映画に登場するキャラクターに焦点を当てた『鉄拳タッグトーナメント2プロローグ』の3作品を収録。映画と『鉄拳TT2』プロローグは三次元立体視（3D）に対応。映画はPS3以外のブルーレイプレーヤー・レコーダーでも再生可能。
- 鉄拳 3D プライム エディション（ニンテンドー3DS、2012年2月16日発売）
シリーズ初のグラスレス三次元立体視プレイ可能作品。なお、このソフトにも『鉄拳 BLOOD VENGEANCE』が（別途ディスク同梱などではなく、3DSカードに）収録されており、グラスレスで3D映像視聴が可能。
- 鉄拳 レボリューション（PlayStation 3、2013年6月12日サービス開始）
鉄拳シリーズ初のF2Pを採用した作品。

連動コンテンツ
- TEKKEN-NET - 『鉄拳5』以降のアーケード版の全シリーズが対応するオンラインネットワークシステムの名称で、ゲームセンター各店が販売する『TEKKEN-NET IDカード』（『鉄拳タッグトーナメント2』以降は『バナパスポートカード』）を介して稼動中の筐体と連動する。携帯電話向けサイト『TEKKEN-NET』に登録することで対戦成績や全国ランキングなどの閲覧が可能になる他、同サイト連動のアプリケーションを用いることでキャラクターのカスタマイズも可能になる。なお、従来型携帯電話向けのTEKKEN-NETは『鉄拳タッグトーナメント2アンリミテッド』までの対応となり、『鉄拳7』版TEKKEN-NETはPC・スマートフォン向けのみに展開する。
  - i-mode（2004年11月15日サービス開始）
  - Vodafone live! → Yahoo!ケータイ（2004年12月1日サービス開始）
  - EZweb（2004年12月2日サービス開始）
  - PC・スマートフォン（2011年9月14日サービス開始） - 『鉄拳タッグトーナメント2』稼働日と同日にサービス開始

## パチスロ・パチンコ
パチスロ
『鉄拳4』までは山佐から発売。2020年12月の山佐の企業再編に伴い『鉄拳4デビルVer.』からは山佐ネクストから発売されている。
- 鉄拳R（2004年5月） - ナムコと山佐が共同開発したパチスロ機で、販売は山佐が担当。登場人物のグラフィックは、PlayStation 2版の『鉄拳タッグトーナメント』が基になっている。
- 鉄拳X（2006年10月） - 上記『鉄拳R』のスペック違い。液晶画面などは全く同じだが、筐体デザインなどが一部異なる。
- パチスロ鉄拳2nd（2012年1月） - 2世代目となるパチスロで、ART機となった。
- パチスロ鉄拳 DEVIL Ver.（2012年5月） - 2ndのスペック違い。ARTが1ゲーム当り3.0枚の獲得になるなど、爆発力を大幅にアップ。
- パチスロ鉄拳3rd（2014年6月）
- パチスロ鉄拳3rdエンジェルVer.（2016年3月）
- パチスロ鉄拳4（2019年7月） - 3面液晶の「バトルスクリーン阿修羅」初搭載機。本機からはコピーライトにバンダイナムコセブンズが追加されている。
- パチスロ鉄拳4 デビルVer.（2021年6月） - 上記『鉄拳4』のスペック違い。セブンリーグ製造。
- パチスロ鉄拳5（2022年7月） - 『パチスロ鉄拳2nd』の血を受け継ぐA+AT機。
- パチスロ鉄拳4アルティメットデビルVer.（2022年11月）[55]

パチンコ
- CR鉄拳（2013年10月、ビスティ）
- CR鉄拳2 -闘神ver-（2016年8月、ビスティ）

## 派生作品
- 鉄拳カードワールド（メダルゲーム、1997年9月稼働開始）
- 鉄拳バトルスクラッチ（メダルゲーム、1998年3月稼働開始）
- 鉄拳カードチャレンジ（ワンダースワン、1999年6月17日発売）
- 鉄拳コマンドバトル（ezplus、2001年7月4日配信開始）
- 鉄拳アドバンス（ゲームボーイアドバンス、2001年12月21日発売） - 原作のCGを取り込んで操作感を再現した2D格闘になっている。
- 鉄拳コマンドバトル2（ezplus、2002年1月31日配信開始）
- デス バイ ディグリーズ（PlayStation 2、2005年1月27日発売） - ニーナ・ウィリアムズが主人公のアクションアドベンチャーゲーム。派生作品ではあるが、シリーズ唯一の15歳以上対象作品となっている。
- ストリートファイター X 鉄拳（PlayStation 3 / Xbox 360、2012年3月8日発売） - カプコンの2D格闘ゲーム「ストリートファイターシリーズ」とのクロスオーバー作品。
- ポッ拳 POKKÉN TOURNAMENT（アーケード、2015年7月16日稼動） - 「ポケモン」とのコラボレーション。

## その他の関連作品
- ゼビウス3D/G+（PlayStation、1997年3月28日発売） - 三島平八、ポール・フェニックスが隠しキャラクターとして登場する。
- ソウルシリーズ - いずれも吉光の祖先（『IV』までは初代、『V』は2代目）がプレイヤーキャラクターとして登場する。
  - ソウルキャリバー（ドリームキャスト、1999年8月5日発売）
  - ソウルキャリバーII（PlayStation 2 / ニンテンドー ゲームキューブ / Xbox、2003年3月27日発売） - PlayStation 2版で三島平八がゲストキャラクターとして登場する。
  - ソウルキャリバーIII（PlayStation 2、2005年11月23日発売）
  - ソウルキャリバーIV（PlayStation 3 / Xbox 360、2008年7月31日発売）
  - ソウルキャリバーV（PlayStation 3 / Xbox 360、2012年2月2日発売） - キャラクタークリエイションモードの戦闘スタイル選択に「デビル仁スタイル」もある。
- スマッシュコートシリーズ
  - スマッシュコート2 （PlayStation、1998年11月12日発売） - 吉光、三島平八がゲストキャラクターとして登場する。
  - スマッシュコート3 （PlayStation、2000年11月9日発売） - ポール、木人がゲストキャラクターとして登場する。
- スマッシュコート プロトーナメント2（PlayStation 2、2004年7月1日発売） - リン・シャオユウ、三島平八が隠しキャラクターとして登場する。
- NAMCO x CAPCOM（PlayStation 2、2005年5月26日発売） - 三島平八、デビル一八、風間仁、キング、アーマーキング、P.ジャック、木人が登場する。
- アーバンレイン（PlayStation 2、2005年9月29日発売） - ポール・フェニックス、マーシャル・ロウがゲストキャラクターとして登場する。
- リッジレーサー6（Xbox 360、2005年12月10日発売） - 三島平八がゲストDJとして登場する。
- アブノーマルチェック - デモ画面に三島一八、三島平八が登場する。
  - アブノーマルチェック（アーケード、1997年5月8日発売[56]）
  - アブノーマルチェック（i-mode、ナムコ i ランドで配信、2002年4月27日配信開始）
- NARUTO -ナルト-ナルティメットストーム2（PlayStation 3 / Xbox 360、2010年秋発売） - ラース・アレクサンダーソンがゲストキャラクターとして登場する。
- PROJECT X ZONE（ニンテンドー3DS、2012年10月11日発売） - 風間仁、リン・シャオユウ、アリサ・ボスコノビッチ 、三島平八が登場する。
- PROJECT X ZONE 2:BRAVE NEW WORLD（ニンテンドー3DS、2015年11月12日発売） - 風間仁、三島一八、リン・シャオユウ、三島平八、アンノウン、木人、鉄人が登場する。
- 大乱闘スマッシュブラザーズ for Nintendo 3DS / Wii U（ニンテンドー3DS、2014年9月13日発売 / Wii U、2014年12月6日発売） - 2015年6月15日のアップデートで、Miiファイター向けのコスチュームとして三島平八の衣装が有料配信開始。
- 大乱闘スマッシュブラザーズ SPECIAL（Nintendo Switch、2018年12月7日発売） - 2021年6月30日のアップデートで、追加ファイターとして三島一八（カズヤ）が有料配信開始。

## アニメ

### OVA
『鉄拳 -TEKKEN-』のタイトルで1998年1月21日から2月21日にかけて発売された。全2巻。内容は『鉄拳2』のサイドストーリーをベースに、アニメオリジナルの展開を加えたものとなっている。主人公は三島一八。

#### キャスト（OVA）
- 三島一八（声 - 山路和弘）
- 風間準（声 - 冬馬由美）
- 三島平八（声 - 郷里大輔）
- リー・チャオラン（声 - 三木眞一郎）
- ニーナ・ウィリアムズ、少年時代の一八（声 - 高山みなみ）
- アンナ・ウィリアムズ（声 - 山像かおり）
- W.W.W.C局長（声 - 長克巳）
- ミシェール（声 - 日高奈留美）
- ブルース・アーヴィン（声 - 佐々木誠二）
- 少女時代の準（声 - 仙台エリ）
- レイ・ウーロン（声 - 中村彰男）
- ジャック2、ナレーション（声 - 大塚明夫）
- ボスコノビッチ博士（声 - 大木民夫）
- ペク（声 - 津久井教生）
- ガンリュウ（声 - 長嶝高士）

#### スタッフ（OVA）
- 監督・脚色・絵コンテ - 杉島邦久
- 脚本 - 山口亮太
- キャラクター原案 - 柳澤一明
- アニメーションキャラクター・作画監督 - 河南正昭
- 美術監督 - 中村光毅
- 色彩設計 - 松本真司
- 音楽 - 外山和彦
- 録音演出 - 若林和弘
- プロデューサー - 増島由美子、森好正、西園寛
- アニメーション制作プロデューサー - 豊住政弘
- 制作協力 - スタジオディーン
- 制作 - フォーサム
- 製作 - アスキー、ソニー・ミュージックエンタテインメント

#### 主題歌（OVA）
- 「Hero」（作詞 - つなみ、作曲 - つなみ、Fumie 編曲 - 明石昌夫、歌 - TSUNAMI）

#### 収録メディア・関連商品（OVA）
- ビデオ
  - 鉄拳 -TEKKEN- vol.1 （1998年1月21日発売）
  - 鉄拳 -TEKKEN- vol.2 （1998年2月21日発売）
  - TEKKEN THE MOTION PICTURE /（Dub Edit）（1998年11月11日発売）
- LD
  - 鉄拳 -TEKKEN- vol.1 （1998年1月21日発売）
  - 鉄拳 -TEKKEN- vol.2 （1998年2月21日発売）
- DVD
  - 鉄拳 -TEKKEN- （2000年11月22日発売）
- 主題歌CDシングル
  - 鉄拳テーマ曲 Hero （1997年12月10日発売）
- サウンドトラックCD
  - 鉄拳 サウンドトラック（1998年1月21日発売）
- ドラマCD
  - 鉄拳 アナザーストーリー（1998年2月21日発売）

### 劇場アニメ
『鉄拳 ブラッド・ベンジェンス』のタイトルで2011年9月3日より3D公開。シリーズ初のフルCG長編アニメーション作品。

### Webアニメ
『Tekken: Bloodline』（てっけん ブラッドライン）のタイトルで2022年8月18日よりNetflixにて全世界独占配信。日本語吹き替えでは『7』まで鉄拳シリーズに出演している声優はこれまで通り続投のほか、以前出演経験のある声優が同役および別役で復帰したキャストも出演している。

#### キャスト（Webアニメ）
- 風間仁 - 千葉一伸[58]
- 風間準 - 能登麻美子[58]
- 三島平八 - 楠大典[59]
- 三島一八 - 篠原まさのり[59]
- ファラン - 森川智之[59]
- リン・シャオユウ - 坂本真綾[59]
- ポール・フェニックス - 大塚芳忠[59]
- ジュリア・チャン - 吉田聖子[59]
- ニーナ・ウィリアムズ - 冬馬由美[59]
- リロイ・スミス - 菊池康弘[60]
- キング - 平居正行[61]
- 巌竜 - 宇垣秀成[59]
- 三浦アキコ - 伊瀬茉莉也[62]

#### スタッフ（Webアニメ）
- 原作 - バンダイナムコエンターテインメント
- 監督 - 宮尾佳和[63]
- 鉄拳ディレクター - 原田勝弘[63]
- 脚本 - Gavin Hignight
- キャラクターデザイン原案 - はあと[63]
- キャラクターデザイン - 由利聡[63]
- 美術設定 - 大山裕之[63]
- 音楽 - 近藤嶺[63]
- 制作 - スタジオ雲雀[63]、LARX ENTERTAINMENT[63]

## 実写映画
『TEKKEN -鉄拳-』
2010年3月20日から公開。本作を元にした実写映画。
『鉄拳 Kazuya's Revenge』
2016年1月から公開。本作を元にした二度目の実写映画。

## 小説
2011年8月30日に『鉄拳 the dark history of mishima』のタイトルで小説化された。著者は矢野隆で、集英社より刊行。物語の時系列は『鉄拳5』と『鉄拳6』の間に位置する。ゲーム版の中心キャラクター・三島一族の因縁を戦国時代まで遡り、デビル因子の真実が語られる。

## 評価
本シリーズは国内外で人気を博しており、2023年時点での全世界シリーズ累計販売本数は5500万本を突破している。これはバンダイナムコエンターテインメントのゲームシリーズにおいては最高の販売本数となる。北米だけではなく韓国市場などでも存在感を発揮しているのが特徴的であり、日本の格闘ゲーム大会「闘劇」においては、『鉄拳5』の最初の優勝者が韓国人プレイヤーであった。その後も韓国人と日本人の強力なプレイヤー同士での日韓対戦大会が行われ、両者共互角の勝負が繰り広げられるなど、『鉄拳5』・『5DR』などでは韓国人の活躍が目立った。
アーケード版リリース当時は日本各地のゲームセンターでセガ（後のセガ・インタラクティブ）の『バーチャファイター2』が人気であったこともあり、注目度は低かった。一方で家庭用ゲームソフトとしては、バーチャファイターシリーズが当初セガ系ハードにしか移植されなかったのに対し、『鉄拳』はPlayStationに移植されたことにより徐々に注目を集めるようになっていった。そして『鉄拳2』で100万本セールスのメガヒットを達成。さらに『鉄拳3』からは本格的な対戦型格闘ゲームとしても注目され始め、『鉄拳3』および続編の『鉄拳タッグトーナメント』は3D格闘ゲームの分野においてアーケードにおいてもバーチャファイターシリーズと人気を二分する存在へと成長していった。『鉄拳4』は意欲的な作品となり大きな人気は得られなかったが、『鉄拳5』からはインターネットが利用できる携帯電話の普及に伴い、対戦成績の記録やキャラクターのカスタマイズなどのサービスが受けられるゲーム連動型オンラインネットワークシステム『TEKKEN-NET』の運用を開始した。またPlayStation 2への忠実な移植も普及に大きく寄与し、アーケード業界が低迷していた海外ではEvo2kなどの大きな大会が家庭用機種で行われることも多くなり（Evoは2005年）、他方時期的に競合した『バーチャファイター5』は海外での大会が行われにくくなるなど、海外市場で有利な展開が進んだ。
2017年8月31日、本シリーズが「最も長く続く3D対戦型格闘ビデオゲームシリーズ（21年179日）」および「最も長く続くビデオゲームの物語（20年99日）」として、ギネス世界記録に認定された。